# یاری اسکینس
یاری اسکینس (انگلیسی: Jari Askins؛ زادهٔ ۲۷ آوریل ۱۹۵۳) یک وکیل، و سیاست‌مدار اهل ایالات متحده آمریکا است.